# Вини Пу (совјетски филм)
Вини Пу (рус. Винни-Пух) краткометражни је цртани филм на руском језику из 1969. у режији Фјодора Хитрука. Сценарио је настао на основу прве главе романа Меда звани Пу енглеског књижевника А. А. Милна. Ово је друга по реду адаптација Милновог романа. Прва је настала у Дизнијевом студију три године раније. Хитрук је снимио још два краткометражна цртана филма о овом веселом медведу: Вини Пу иде у госте (1971) и Вини Пу и дан брига (1972). Сва три су стекла велику популарност у земљама Совјетског Савеза и култни статус међу љубитељима анимираног филма.

## Заплет филма
Вини Пу је весели медвед, који певајући кроз шуму наилази на дрво на чијем се врху налази кошница. Вини је стално гладан, а омиљена храна му је мед. Не би ли надмудрио пчеле и дочепао се меда, Пу одлази код свој пријатеља Праслина, ситног ружичастог прасета. Праслин и Пу смишљају план да се Пу умаже блатом и да плавим балоном одлети на врх дрвета, не би ли преварио пчеле да је тамни облак, а не медвед. Идеја се завршава неуспехом.

## Гласови
- Владимир Осенев као приповедач - Осенев је био цењени позоришни глумац и Хитрук га је ангажовао због његове боје гласа. У први мах није био одушевљен идејом да учествује у филму за децу. Мишљење је променио тек кад је видео филм у целости.[1]
- Јевгениј Леонов као Вини Пу - Више познатих глумаца је било ангажовано на пробама за ову улогу. Хитруку се допала изведба Леонова, једног од најпопуларнијих руских глумаца тог времена, али је сматрао да је његов глас превише дубок за улогу. Решење је пронађено када су тонски запис његовог гласа убрзали неколико пута.[1][2]
- Ива Савина као Праслин - Пошто је Савина била обожаватељка Милновог романа, Хитрук ју је позвао у студио да изнесе своје мишљење о првим скицама, а тек јој је касније понудио улогу. Савина је глас засновала на имитацији интонације гласа руске песникиње Беле Ахмадулинове.[1][2]

## Снимање
Фјодор Хитрук је прво читао Милнов роман на енглеском, а потом и руски превод Бориса Заходера. Заходер је сарађивао на писању сценарија за прва два дела. Иако је три године раније у Дизнијевом студију снимљена америчка адаптација Милновог романа, Хитрик није био под њеним утицајем, те се руска и америчка адаптација видно разликују по естетици и карактеризацији главних јунака. Хитрукова анимација је релативно простија и успоренија у односу на Дизнијеву верзију, али је зато видно богатија у дијалогу, хумору и значењима. Велики број реплика је обликовано иронично, што је омогућило велику популарност цртаног филма код гледалаца свих узраста.
Први део је заснован на првој глави Милновог романа, односно на Винијевој великој љубави према меду. Ипак постоје одређена одступања од литералног предлошка. Док је Милн у роману инсистирао на емотивној вези између дечака Кристофера Робина и његовог омиљеног, плишаног медведа Пуа, Хитрук је искључио Робина из приче и начинио Пуа главним јунаком. Уклањањем човека као супериорнијег бића, сви ликови су сведени на заједничку раван антропоморфизираних животиња. Пуов најбољи пријатељ у руском филму је Праслин и њих двојица су присутни у сва три дела серијала.

## Наслеђе
Хитрук је награђен Државном наградом Совјетског Савеза за трилогију Вини Пу 1976. Јунаци су се нашли на совјетским поштанским маркама 1988. и на руским 2012. Вини Пу и његови пријатељи су насликани на трамвају који саобраћа кроз Сокољники парк, а у Москви су им подигнуте скулптуре.
Када је Хитрук посетио Дизинијев студио, Волфанг Рајтхерман, режисер филма „Вини пу и ветровити дан” за који је добио Оскара 1968, изјавио је да му се више допада совјетска адаптација него његово остварење.